# New Hampton (Iowa)
New Hampton – miasto w Stanach Zjednoczonych, w północno-wschodniej części stanu Iowa, siedziba władz hrabstwa Chickasaw. W 2000 roku miasto liczyło 3704 mieszkańców.